# Palača Direkcije željeznica u Rijeci
Palača Direkcije željeznica smještena je na zapadnoj strani Trga Žabica u Rijeci.

## Povijest
Monumentalna je građevina izgrađena 1911. godine u stilu mađarske secesije (Mezay Sándor). Ispod njenog prolaza u daljini se vidi Željeznički kolodvor, izgrađen po projektu budimpeštanskog arhitekta Ferenca Pfaffa, koji je projektirao i zagrebački Glavni kolodvor. Riječki je kolodvor otvoren za promet 2. siječnja 1891. godine. Arhitektura zdanja svojim klasicističkim oblicima djeluje otmjeno.

## Vanjske poveznice
|  | Zajednički poslužitelj ima još gradiva o temi Palača Direkcije željeznica u Rijeci |